# 47. Münchner Sicherheitskonferenz

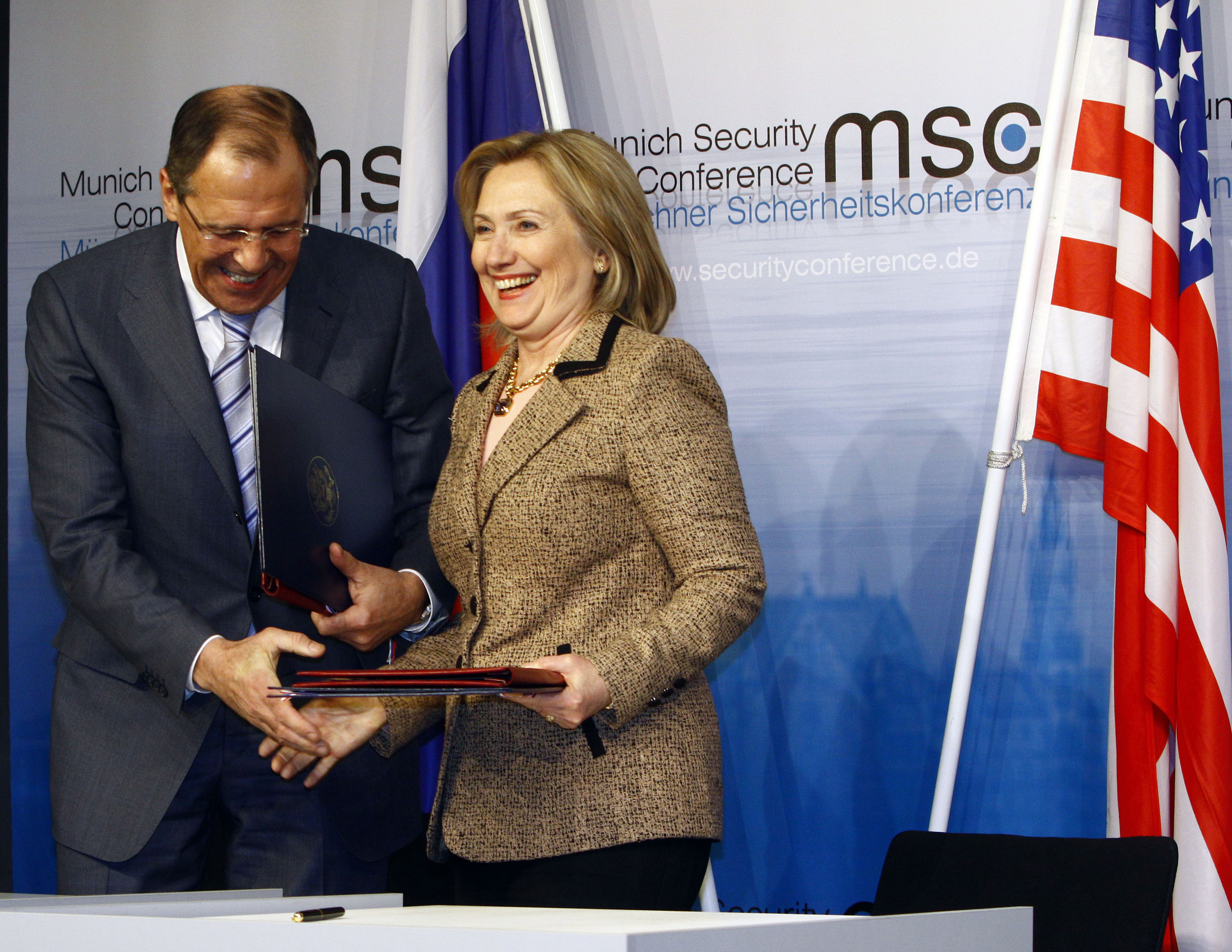
US-Außenministerin Clinton und der russische Außenminister Lawrow nach Austausch der Ratifizierungsurkunden zum neuen START-Vertrag

Die 47. Münchner Sicherheitskonferenz fand vom 4. bis 6. Februar 2011 mit ca. 350 hochrangigen Teilnehmern statt.

## Themen

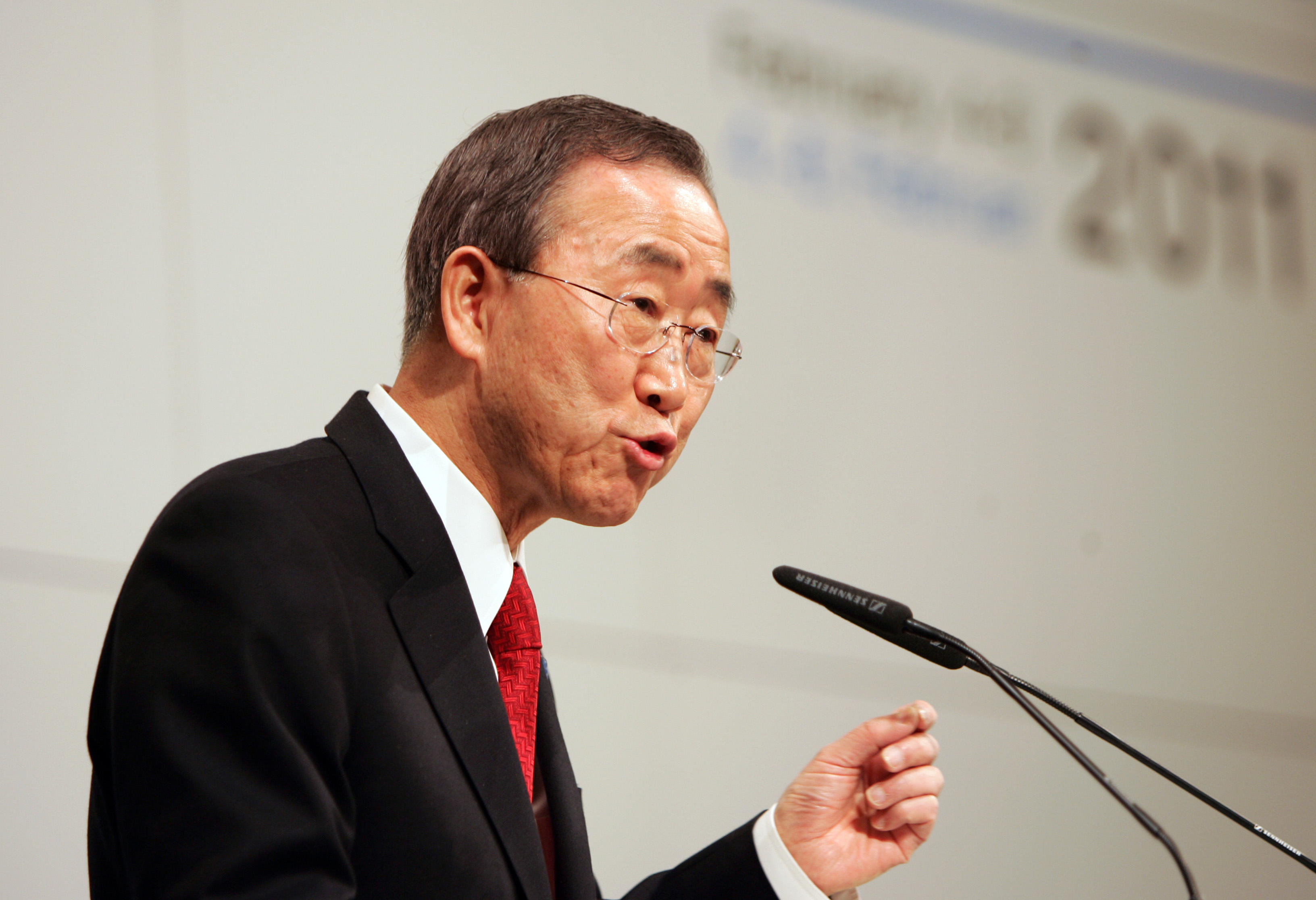
UN-Generalsekretär Ban Ki-moon auf der 47. MSC

Von einem „historischen Moment“ sprachen Beobachter, als im Verlauf der Veranstaltung die amerikanische Außenministerin Clinton und ihr russischer Amtskollege Lawrow durch den Austausch der Ratifizierungsurkunden den neuen START-Vertrag in Kraft setzten. Der Vertrag, das wichtigste Abkommen zur atomaren Abrüstung zwischen den USA und Russland seit zwanzig Jahren, verpflichtet beide Staaten, bis 2018 ihre Atomsprengköpfe um ein Drittel von 2200 auf 1550 zu reduzieren und die Zahl der strategischen Trägersysteme auf jeweils 700 mehr als zu halbieren. Auch wechselseitige Inspektionen der Nuklearanlagen wurden durch den Vertrag wieder erlaubt. UN-Generalsekretär Ban Ki-moon bezeichnete den Vertrag als „historischen Meilenstein“ bei der Abrüstung hin zu einer atomwaffenfreien Welt. NATO-Generalsekretär Anders Fogh Rasmussen verknüpfte mit dem Vertrag die Hoffnung auf eine Intensivierung der Kooperation mit Russland. Bei den Auseinandersetzungen über die NATO-Planungen für eine europäische Raketenabwehr gab es keine jedoch Annäherung.

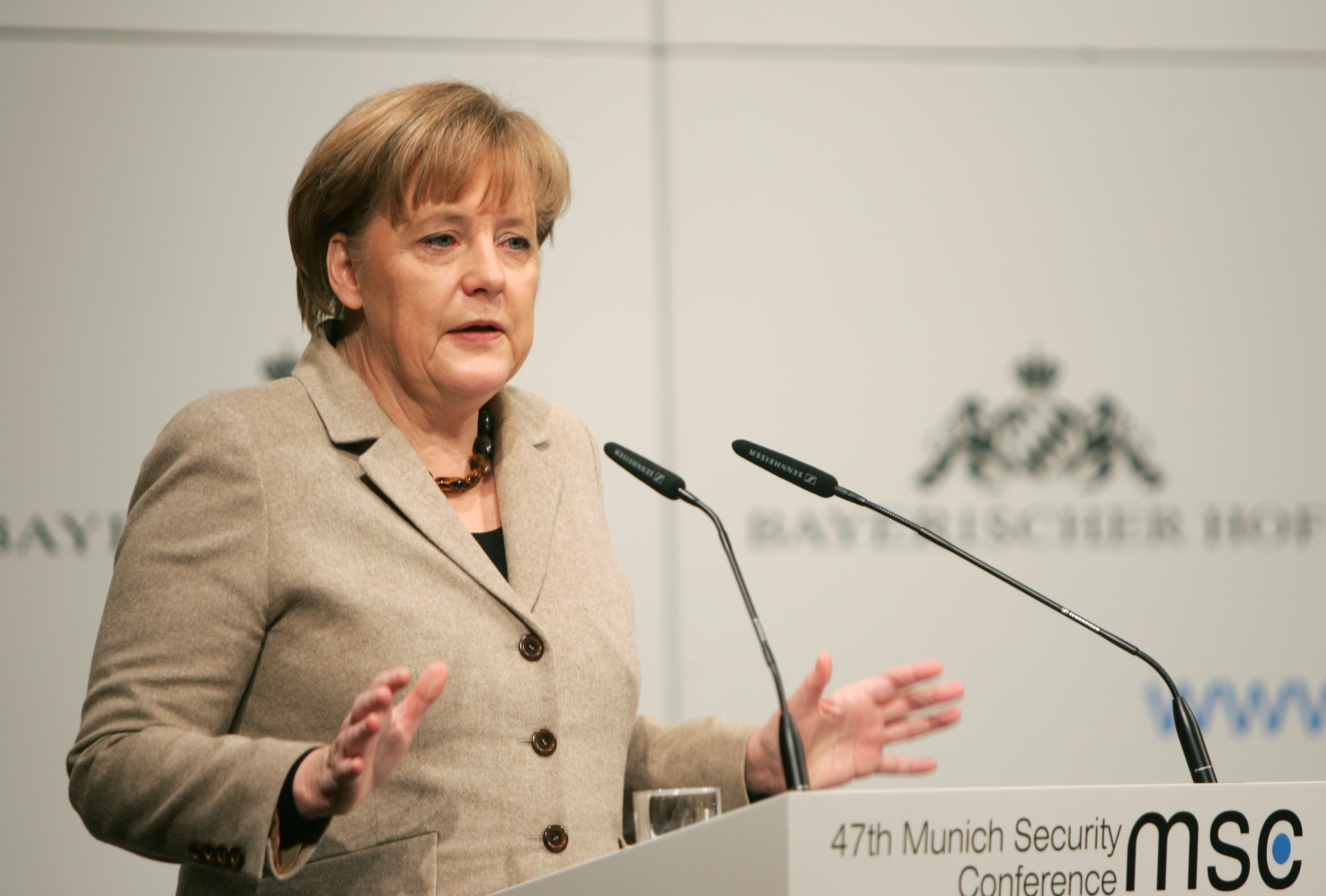
Bundeskanzlerin Angela Merkel auf der Konferenz 2011

Ein weiteres Thema der Konferenz waren die Risiken digitaler Angriffe. Während Bundeskanzlerin Angela Merkel deren Bedrohungspotential mit dem eines klassischen Krieges verglich und internationale Abkommen gegen Cyberattacken und Internet-Kriminalität forderte, gab Bundesinnenminister Thomas de Maizière die Schaffung eines nationalen Cyber-Abwehrzentrums bekannt.

Seine Ankündigung, Afghanistan werde sich bis 2015 zu einem „effektiven Staat“ entwickeln, verknüpfte der afghanische Präsident Hamid Karzai in einer Rede zur Lage in seinem Land mit der Forderung, internationale finanzielle Hilfen künftig ausschließlich über die Regierung in Kabul und nicht mehr dezentral über verschiedene Organisationen abzuwickeln. Diese Forderung Karzais wurde jedoch von Konferenzteilnehmern unter Verweis auf die weit verbreitete Korruption in dem Land zurückgewiesen.

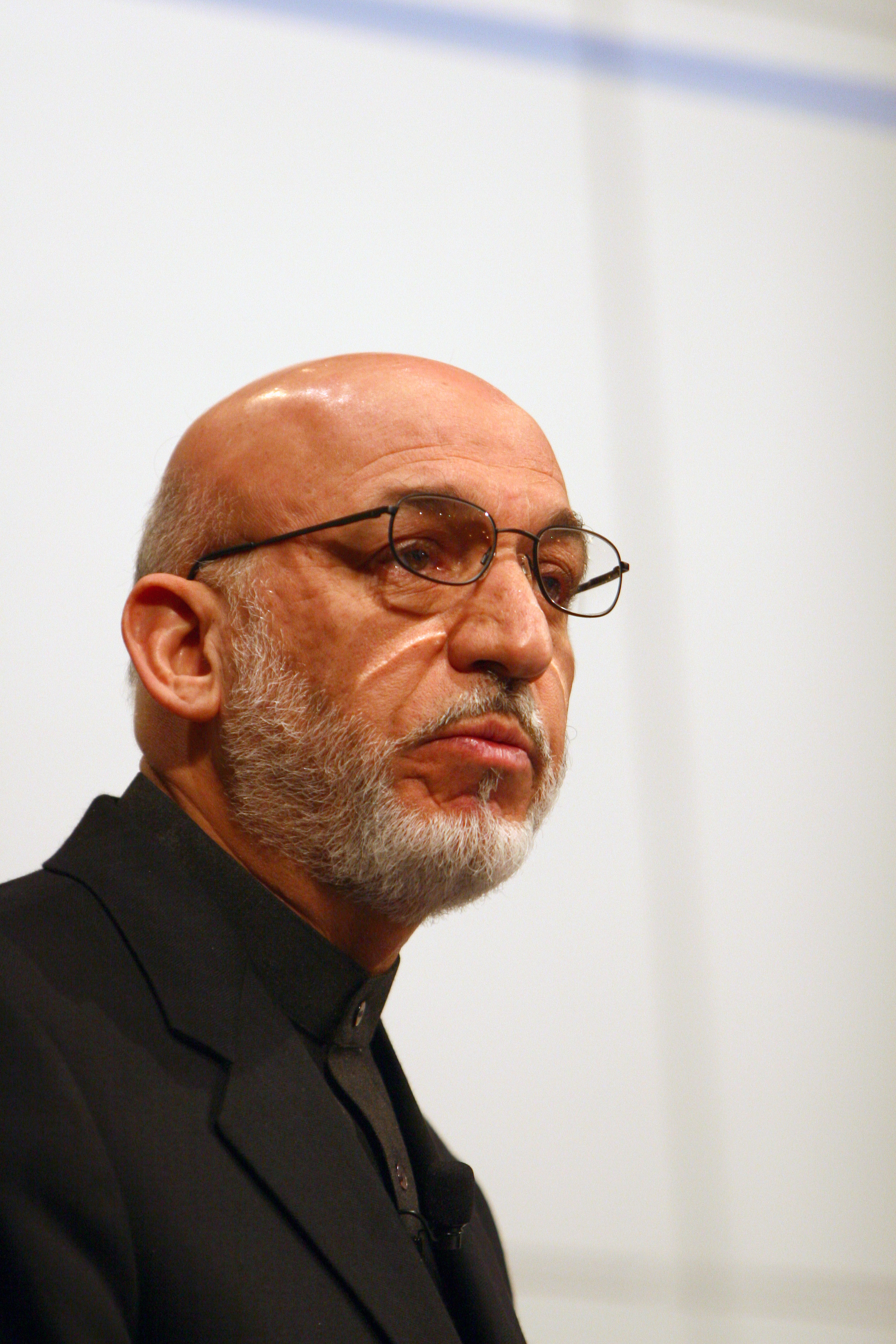
Der afghanische Präsident Hamid Karzai, 2011

Die wenige Tage zuvor ausgebrochenen Proteste in Ägypten waren das beherrschende Thema der Konferenz und führten zu kurzfristigen Änderungen im Programmablauf. Bundesverteidigungsminister Karl-Theodor zu Guttenberg ging in seiner Eröffnungsrede ebenfalls auf die Proteste ein und nannte die Forderungen der ägyptischen Demonstranten „legitim“. Der Verteidigungsminister gab an, dass offenbar sämtliche westlichen Regierungen und Experten von den Ereignissen in Ägypten überrascht worden seien. Er forderte ebenso eine Unterstützung der dortigen Protestbewegung wie Bundeskanzlerin Merkel, die eine „Pflicht“ westlicher Regierungen zum Eingreifen erklärte. In ihrer Rede verwies Merkel auf ihre eigenen Erfahrungen im Zusammenhang mit der friedlichen Revolution in der DDR und mahnte die ägyptischen Revolutionäre zur Geduld. Unter Verweis auf eine „friedliche und geordnete“ Entwicklung in Ägypten sprach sich die Kanzlerin gegen schnelle Wahlen in dem Land aus, da diese die Entstehung neuer Strukturen verhindern könnten. Eine Einmischung in die Nachfolgedebatte um den ägyptischen Präsidenten Husni Mubarak lehnte Merkel gemeinsam mit dem britischen Premierminister David Cameron und dem russischen Außenminister Lawrow ab.
UN-Generalsekretär Ban Ki-moon äußerte großes Verständnis für die Unruhen in Ägypten. Als Ursache der Proteste benannte Ban eine verbreitete Unsicherheit der Menschen, hervorgerufen durch Armut, Perspektivlosigkeit, Korruption, Demokratiedefizite und Regierungsversagen. Der UN-Generalsekretär erklärte: „Unsicherheit wächst mit Ungerechtigkeit, wenn Menschenrechte und die Menschenwürde nicht voll respektiert werden und es stark und wachsende Ungleichheiten gibt.“ Ban warnte vor einem ungewissen Ausgang der arabischen Proteste und forderte die Regierungen in der Region zu weiteren Reformen auf.
US-Außenministerin Clinton zeigte sich überzeugt, dass neben Ägypten die gesamte Region von einem unaufhaltsamen Wandel erfasst worden sei, der auch zu „vorübergehenden Instabilitäten“ oder einem „Rückfall auf ein neues autokratisches Regime“ führen könne. Für die Zukunft forderte sie in Ägypten freie Wahlen unter internationaler Beobachtung.

Großbritanniens Premierminister David Cameron auf der Sicherheitskonferenz 2011

Der britische Premierminister Cameron plädierte für eine schnelle Einleitung gesellschaftlicher Reformen in Ägypten und warnte, dass weitere Verzögerungen radikale Kräfte begünstigen könnten. Der britische Premier äußerte sich optimistisch zur demokratischen Entwicklung des Landes und wertete die Proteste als Beleg dafür, „dass westliche Werte und Islam vollkommen zusammenpassen“. Zugleich rief Cameron zu einem entschlossenen Vorgehen gegen islamistische Bestrebungen innerhalb der EU auf. Der britische Premierminister forderte mehr „muskulösen Liberalismus“ statt einer passiven Toleranz, die Parallelgesellschaften begünstige. Europa müsse „aufwachen“ und für Werte wie Meinungsfreiheit, Demokratie und gleiche Bürgerrechte eintreten, so Cameron weiter, der sich in diesem Zusammenhang für eine strikte Trennung von Religion und Extremismus aussprach und erklärte: „Islamischer Extremismus und Islam sind nicht das gleiche“.